# La ragazza che non voleva crescere
La ragazza che non voleva crescere (in francese La petite fille qui ne voulait pas grossir) è un libro autobiografico di Isabelle Caro pubblicato nel 2008.

## Trama
Tratta della sua vita trascorsa con il grave problema dell'anoressia, sin da quando aveva 13 anni.

## Edizioni
Isabelle Caro, La ragazza che non voleva crescere: La mia battaglia contro l'anoressia, Milano, Cairo Publishing, 2009. ISBN 9788860522047.